# الدوري البحريني الممتاز 1964–65
الدوري البحريني الممتاز 1964-1965 هي النسخة التاسعة من الدوري البحريني الممتاز.

## نظرة عامة
توج المحرق باللقب.